# Peter van Bleeck

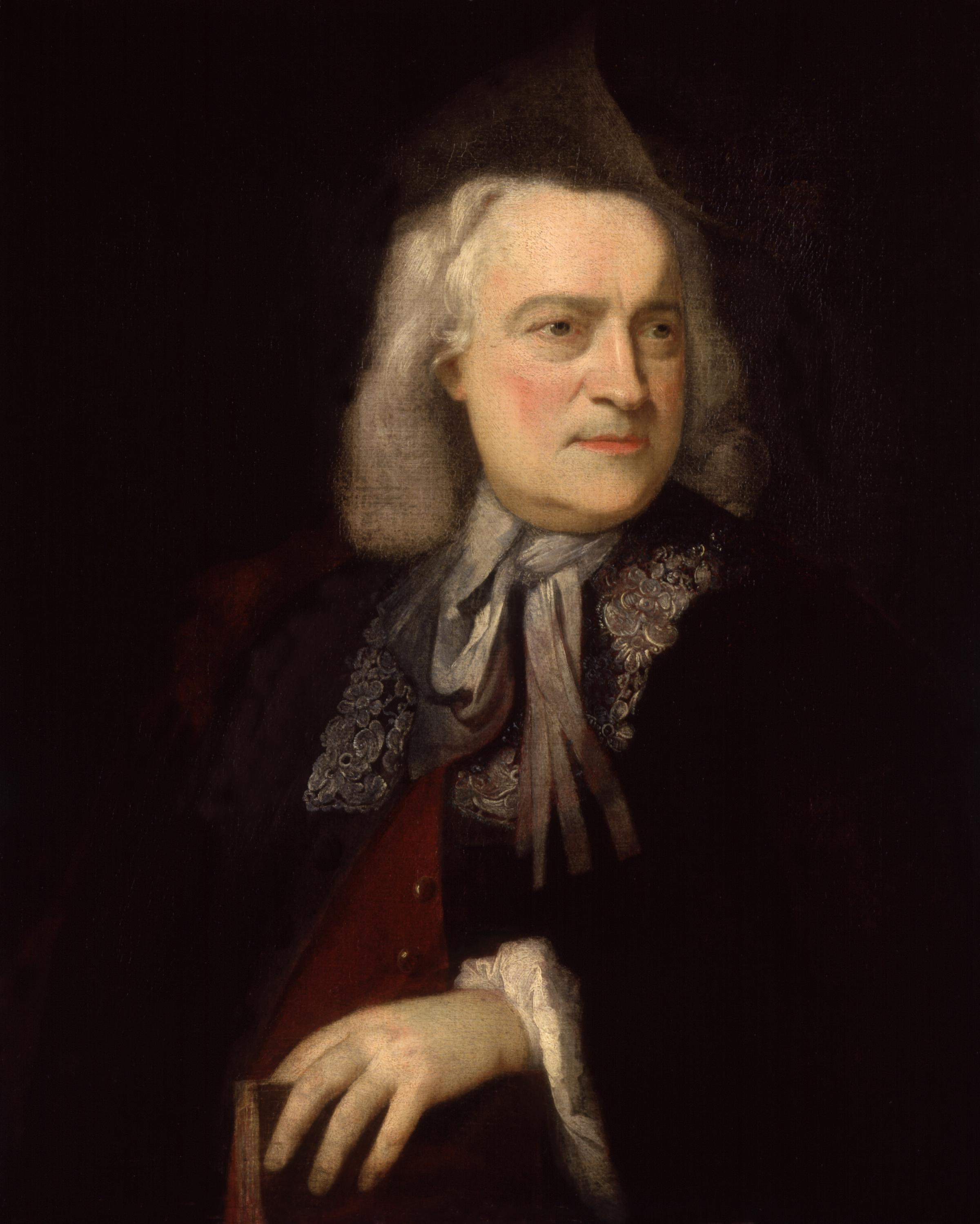
Owen Swiny, Gemälde von Peter van Bleeck, 1737 (National Portrait Gallery)

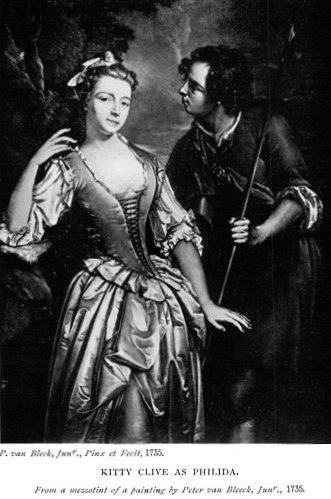
Kitty Clive in ihrer Rolle als Philida, Mezzotinto nach einem Gemälde Peter van Bleecks von 1735

Petrus Johannes (Pieter) van Bleeck (getauft am 25. Juni 1697 in 's-Gravenhage; † 20. Juli 1764 in London) war ein niederländischer Porträtmaler und Graveur, der in erster Linie in London als Künstler aktiv war.

## Leben
Der 1697 (nach anderen Angaben gar 1700) in Den Haag als Sohn des Porträtmalers Richard van Bleeck geborene Peter van Bleeck zog nach seiner Ausbildung bei Daniel Haring und Theodor van Schuur in Ermangelung von Aufträgen 1723 mit seiner großen Familie nach London, wo er vor allen Dingen für seine Porträts und Szenenbilder von Persönlichkeiten der Londoner Theaterbühne bekannt wurde, so beispielsweise für Porträts von Owen Swiny (1737), Benjamin Griffin, Benjamin Johnson, Kitty Clive und Margaret Woffington. Darüber hinaus malte er auch andere damals bekannte Persönlichkeiten wie den Theologen James Foster.
Seine Gemälde wurden meist sehr rasch als Radierungen verbreitet, teilweise durch den bekannten Kupferstecher John Faber Junior, der sie auch als Basis für eigene Kreationen wie im Falle der populären Schauspielerin Kitty Clive verwendete.
Seine aufgrund ihres Tonwerteumfangs und der Detailgetreue geschätzten Radierungen befinden sich in den Sammlungen der National Portrait Gallery und des Victoria and Albert Museums in London, The Fine Arts Museums of San Francisco und anderen bedeutenden Kunstsammlungen. Seine Bilder signierte er meist mit einem schräg durchgestrichenen großen P und B oder der Buchstabenfolge PVB.
Sein Bruder Baptist van Bleeck (1673–1719/20) arbeitete als Bildhauer, ein weiterer Bruder, Richard van Bleeck (* 1670) als Historienmaler.
Peter van Bleeck starb 1764 in London.